# 유비퀴티 (소프트웨어)
유비퀴티(Ubiquity)는 우분투와 그 파생 배포판들의 기본 설치 프로그램이다. 라이브 CD 혹은 라이브 USB에서 작동되며, 우분투 6.06에 처음 탑재되었다.

## 기능
유비퀴티는 사용자가 우분투를 보다 손쉽게 설치할 수 있게 도와주고, 우분투를 설치하는 동안 우분투의 여러 기능들을 미리 둘러볼 수 있도록 라이브 기능을 제공해 준다. 우분투 10.10에서 속도 등이 개선되었고, 더 단순화되었다.
또한 우분투를 설치하는 중에 업데이트를 자동으로 다운로드 및 설치하도록 선택할 수 있으며, 어도비 플래시, Fluendo MP3 코덱 등의 비자유 소프트웨어도 사용자가 동의하면 자동으로 설치해 주는 기능도 있다.

## 유비퀴티를 사용하는 타 배포판
- 쿠분투
- 주분투
- 루분투
- 리눅스 민트
- 엘리멘트리 OS

## 같이 보기
- 아나콘다 (인스톨러)
- 우비 (인스톨러)
- 데비안 인스톨러